# さんふらわあ8
さんふらわあ8は、日本高速フェリーが運航したフェリー。後に航路を継承したブルーハイウェイラインでも運航された。

## 概要
さんふらわあシリーズの4番船として、さんふらわあ5とともに来島どっく大西工場で建造され、東京 - 那智勝浦 - 高知航路に1973年7月4日に就航、本船の就航により毎日運航となり、那智勝浦港への寄港が開始された。親会社の照国海運倒産による運航体制の縮小により、1976年10月にさんふらわあ5が名古屋 - 高知 - 鹿児島航路に転配された後も、本船は引き続き東京 - 那智勝浦 - 高知航路に就航した。
1982年7月、来島どっくで旅客設備の改装工事を実施、総トン数が増加した。
1984年2月、来島どっくに売却され、日本高速フェリーがチャーターバックして運航を継続した。
1990年には日本沿海フェリーへ譲渡され、6月のドック入り時には同社のファンネルマークデザインが施された。
11月にブルーハイウェイラインへの社名変更後には、さんふらわあ とさと改名しファンネルマークもオレンジ一色となった。
1997年7月、さんふらわあ くろしおの就航により引退した。
その後は、海外売船され、フィリピンのスルピシオ・ラインズでPRINCESS OF NEW UNITYとして就航した。

## 設計
3番船「さんふらわあ5」と同型船である。就航時は日本最高速のフェリーだった。先に建造された2隻の設計を踏襲しているが、旅客設備の拡充により、操舵室が1層高い配置となり総トン数が増加、ラウンジを内側に配置することで、客室を海側に配置するなど、船内配置も見直されている。1等船室はバス・トイレ付きとなったが、隣室と共有する構造で乗客には不評だったため、さんふらわあ5では後に改装が行われたが、本船は引退までそのままであった。建造費は47億円と1番船、2番船と比較して増加した。